# Melodi
A Melodi angol eredetű női név, a dal, dallam jelentésű angol szóból származik.

## Rokon nevek
- Melódia:[1] a Melodi magyar változata.

## Gyakorisága
Az 1990-es években a Melodi és a Melódia szórványos név, a 2000-es években nem szerepelnek a 100 leggyakoribb női név között.

## Névnapok
ajánlott névnap
- május 29.